# ملا فتح‌الله کاشانی
ملا فتح الله شریف کاشانی فرزند ملا شکرالله شریف کاشانی از اعلام تفسیری قرن دهم هجری شیعه می‌باشد. از محل و تاریخ تولد و کیفیت نشو و نمای وی اطلاعی در دست نیست، ولی با توجه به این‌که اهل کاشان بوده و مقبره وی نیز در کاشان می‌باشد، احتمال می‌رود که تولد و محل تحصیل و رشد وی نیز کاشان بوده باشد. وی انسانی مهذب و عفیف و باحیا بوده و نسبت به ثروت و مناصب دنیوی (مال و مقام) زهد و ورع خاصی داشته و از تملق و چاپلوسی ثروت و قدرت، پرهیز داشته است و به سبب همین دوری و پرهیز بین عامه مردم مشهور نشده است. در سال ۹۸۸ ه. ق. رحلت نموده و در کاشان دفن شد.

## درگذشت
ملا فتح الله شریف کاشانی در سال ۹۸۸ هجری قمری برابر با ۱۵۸۰ میلادی وفات نمود.

## استادان
- ابوالحسن علی بن حسن زواره ای[۱]

## شاگردان
- رضی الدین شاه مرتضی[۱]

## زندگی شخصی
ملا فتح‌الله کاشانی دارای یک دختر و یک پسر بوده است.

## دیدگاه علما
میرزا عبدالله افندی در ریاض العلماء می‌نویسد:
«فاضل نیک‌اندیش و هوشیار، عالم کامل جلیل، متکلم و مفسر بزرگوار نام‌آور، مولی فتح‌الله کاشانی، از علمای دولت شاه طهماسب صفوی و از شاگردان علی بن حسن زواره‌ای است، وی تالیفات نیکویی دارد، به‌ویژه در تفسیر که در آن توانمند و زبردست است و آثار ارزشمند و سودمند نگاشته است.»
مدرس تبریزی در ریحانة الادب می‌نویسد:
«ملا فتح‌الله کاشانی، عالمی است جلیل، فقیه، محقق متکلم، مدقق، مفسر متبحر، از اکابر علمای اواخر قرن دهم هجرت می‌باشد. در تمام علوم دینیه متداوله متبحر، خصوصاً در تفسیر که بحری بود بی پایان و تالیفات او بهترین معرف تبحر وی می‌باشند.
سید محسن امین در اعیان الشیعه، عمررضا کحاله در معجم المؤلفین، عادل نویهض در معجم المفسرین، شیخ عباس قمی در فوائد رضویة، حبیب‌الله شریف کاشانی در لباب الالقاب و آقابزرگ طهرانی در طبقات اعلام الشیعه او را بسیار ستوده‌اند. وی شاگرد ابوالحسن علی بن الحسن زواره‌ای (یکی از مفسرین قرآن) که شاگرد محقق کرکی بوده‌است، می‌باشد و نیز از مقدس اردبیلی با واسطه، روایت نقل می‌کنند.

## تألیفات
- ترجمه قرآن به فارسی
- تنبیه الغافلین و تذکرة العارفین در شرح نهج البلاغه به فارسی
- خلاصه منهج (مختصر تفسیر منهج الصادقین) به فارسی
- شرح احتجاج طبرسی
- ترجمه کشف الغمة در تاریخ
- استنساخ کتاب استبصار شیخ طوسی از استادان خود
- منهج الصادقین به فارسی

## آرامگاه
آرامگاه ملا فتح‌الله کاشانی در ابتدای جاده قمصر در خیابانی که امروزه ملا فتح الله نامیده می شود واقع است.